# Gottfrid Ljunggren

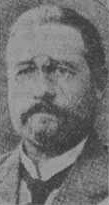
Gottfrid Ljunggren.

Gottfrid Ljunggren, född 28 september 1867 i Töreboda, död där 7 november 1934, var en svensk byggnadsingenjör och arkitekt.
Ljunggren blev byggnadsingenjör vid Tekniska skolan i Stockholm 1890. Han tjänstgjorde vid Ligna snickerifabrik 1891–1895 och var verksam som föreståndare vid Tobo snickerifabrik i Uppland 1895–1901. Efter dess nedläggning arbetade han vid Wåhlbergs fabriker, innan han 1903 flyttade till Varberg för en anställning som industriledare. Efter några år öppnade Warbergs Ingeniörsbyrå. Gottfrid Ljunggren där. Under en tioårsperiod ritade han ett stort antal byggnader i staden, bland annat i Södra Villastaden, träpaviljonger vid Kustsanatoriet Apelviken, Thernellska huset och ett par hus på Platsarna samt Missionskyrkan där. År 1915 flyttade han tillbaka till Töreboda och blev en ofta anlitad byggnadskonsult inom och utanför den växande tätorten och ritade även ur för Westerstrand & Söner.